# Supersix
Supersix è una syndication nazionale italiana attiva in analogico dal 1988 al 2008 e dal 2019 sul digitale terrestre e in streaming.

## Storia

### 1988-2008
Supersix nasce nel 1988 per iniziativa di Gianni Ferrauto, che acquisì il marchio dell'allora smembrato network Euro TV di proprietà dell'ex patron della Parmalat Calisto Tanzi. Il lancio avvenne il 1º maggio 1988. Il palinsesto prevedeva principalmente rubriche (alcune a sfondo musicale), cartoni, telefilm e soap opera.
Inizialmente le trasmissioni musicali, tra le quali Power Hour, erano in collaborazione con la TV musicale britannica Music Box e ritrasmesse con l'aggiunta dei sottotitoli. Negli anni a seguire furono realizzate proprie produzioni musicali con conduttori quali Gianni Riso, Guido Cavalleri e Federica Panicucci, e Videoone, programma di successo con Rosalinda Celentano e Roberto Onofri. L'emittente si arricchì di un catalogo di programmi di vario genere, tra i quali i cartoni animati giapponesi messi in onda nello spazio Bimbo One: Ken il guerriero, La maga Chappy, Arbegas, La piccola Nell, Astrorobot Contatto Y, Doraemon, Julie rosa di bosco, Fiabe e leggende giapponesi, Star Blazers, The Monkey, Peline Story, Blue Noah, Mechander Robot, L'invincibile shogun, Fantaman, Daikengo, Gackeen, il robot magnetico, Coccinella, Bryger, Grand Prix e il campionissimo. Andavano in onda anche il programma sportivo Catch the Catch, che trasmetteva gli incontri della New Japan Pro-Wrestling e di All Japan Women's, condotto da Tony Fusaro, e telefilm come L'albero delle mele.
Nel 1994 Gianni Ferrauto lascia la direzione al figlio Giampaolo, che aveva già iniziato a lavorare a Supersix. Nello stesso anno anche Supersix si associa al polo RTA (Reti Televisive Associate) di Francesco Grandinetti e Angelo Samperi, per poi tornare autonoma nel 1997.
A marzo 2008 la società viene rilevata dal gruppo Sitcom, che per un breve periodo utilizzerà il circuito solo per ripetere l'emittente Facile TV, e il 31 ottobre lo dismetterà definitivamente.

### Dal 2018
A giugno 2018 Supersix è stata rifondata da un nuovo editore inizialmente sotto forma di canale autonomo, disponibile sul digitale terrestre nella zona di Udine all'LCN 699 sul mux Ran TV e visibile altrove in streaming attraverso il suo sito web www.supersixtv.net e l'app ufficiale per dispositivi Android. La programmazione è composta da rubriche di vario genere, tra cui Mondo crociera, Girovagando in Trentino, 80 Nostalgia, Salute News e Pianeta salute, alcuni film, telefilm e cartoni animati.

### Dal 2019
Dal 3 giugno 2019, come comunicato dalla pagina Facebook dell'emittente, Supersix torna ad essere una syndication a diffusione interregionale grazie a diverse emittenti affiliate. Vengono separate la gestione del circuito, a cui viene ora dedicato il sito precedente, e quella del canale friulano attivo 24 ore su 24, che da fine maggio assume il logo "Supersix24" e per cui nasce il nuovo sito www.supersix24.it. Il nuovo circuito Supersix trasmette tutti i giorni dalle 16 alle 19 (e la stessa fascia è in onda anche la mattina dalle 5:30 alle 8:30): propone per la prima ora diversi programmi musicali, e a partire dalle 17 il contenitore Ka-Boom (rinascita dell'omonima emittente televisiva) dedicato all'animazione giapponese per tutte le età e prodotto da Dynit. Inoltre i cartoni di Ka-Boom sono replicati anche alle 13:30 in parte e alle 22:00 solo su Supersix24: a volte vanno in onda maratone notturne.
La capofila della syndication è Lombardia TV Sport, che a partire da metà settembre 2019 cambia nome in Supersix Lombardia: negli orari di interconnessione, tutte le altre emittenti affiliate ripetono il suo segnale aggiungendo il proprio logo. Fa eccezione Supersix24, che trasmette autonomamente i programmi del circuito e nel resto della giornata mantiene spesso una programmazione autonoma.
Dal 1º ottobre 2019 Supersix Lombardia e Supersix24 iniziano a trasmettere alle 12:00 (con replica alle 5:30) la telenovela Baila conmigo. Supersix24 offre anche, alle ore 5:00, 9:00 e 15:30, il telefilm The Beverly Hillbillies.
Sempre dal 1º ottobre Supersix24 modifica il suo logo di rete. Dal 21 al 29 ha trasmesso, in prima visione tv, la miniserie animata #Fashion & infelicemente ex, tornata con un nuovo episodio nei giorni di Natale. Da fine ottobre è iniziata la rubrica medica con appuntamento mensile in diretta tv ed in replica Speciale Salute - Dottor Piero Mozzi, programma a cura di Paolo Bobbiese che vede la presenza del dottor Piero Mozzi, che affronta la questione della salute e del benessere collegata all'alimentazione secondo la dieta del gruppo sanguigno ed alla medicina naturale.
Da gennaio 2020 alcune emittenti locali ripetono Supersix Lombardia anche oltre gli orari del circuito.
Dal 4 al 10 febbraio 2020 Supersix trasmette alle 17:00 sul canale 850 gli episodi speciali del programma Ora Musica dedicati al 70º festival di Sanremo, ripetuti in contemporanea o in differita anche su altre emittenti su prima free (Lombardia TV e Odeon24).
Da marzo 2020 Supersix24 viene eliminato dal digitale terrestre in Friuli e rimane disponibile solamente in streaming tramite il suo sito e le app ufficiali del circuito. A maggio 2020 viene annunciata la cessazione delle trasmissioni di Supersix24 anche in streaming, con un serpentone che indica la prosecuzione delle trasmissioni su Supersix Lombardia. La mattina del 25 maggio 2020, dopo aver trasmesso per alcune settimane solo maratone di episodi di pochi programmi, il canale Supersix24 chiude e il sito supersix24.it ora reindirizza a supersixtv.net.
Sempre da maggio circa, gli orari della syndication vengono leggermente modificati ed estesi: i programmi sono ora in comune nella fascia mattutina dalle 5:00 alle 8:00 (oppure dalle 5:30 alle 8:30), in quella pomeridiana dalle 16 alle 19 e in seconda serata dalle 23 a mezzanotte (a partire da luglio, dalle 23:15 alle 00:15). Tuttavia, come già accadeva, alcune affiliate si collegano solo in orario mattutino.
Dal 30 giugno 2020 Supersix Lombardia ospita in alcune fasce orarie (dalle 21:00 alle 23:15 tutte le sere, il sabato e la domenica anche dalle 19:00 alle 21:00) i programmi del canale Sportaction, che era visibile in Lombardia con LCN 86 e in Piemonte con LCN 616. Sportaction chiude come canale autonomo il 1º luglio e inizia a ritrasmettere il segnale di Supersix Lombardia in HD nativo; viene poi definitivamente eliminato il 3 agosto.
L'8 luglio viene rimossa la scritta "Lombardia TV Sport" sotto il logo di Supersix Lombardia. Il 1º settembre il canale capofila della syndication si trasferisce alle LCN 86 e 586 e dal 29 settembre viene reinserito anche sul mux Rete55: da ora viene identificato semplicemente come "Supersix".
Dal 25 marzo 2021 sia l'emittente affiliata Prima TV sia la versione completa di Supersix sono disponibili a livello nazionale tramite l'applicazione HbbTV di BOM Channel (LCN 68). Tuttavia, il segnale 24 ore su 24 di Supersix verrà poi rimosso il 17 luglio; si trasferisce poi sull'HbbTV di Italia Channel / Mediatext (LCN 123-166-251).
Il 15 gennaio 2022 Supersix annuncia che a partire da marzo, in occasione della riorganizzazione delle frequenze terrestri, l'emittente non sarà più visibile integralmente sul DTT italiano, e soltanto la fascia mattutina continuerà ad essere trasmessa in syndication: Supersix sarà visibile 24 ore su 24 tramite l'app proprietaria per Smart TV e il sito ufficiale. Alcune emittenti si staccano dal circuito oppure non sono più presenti via etere per esaurimento della banda trasmissiva; alcune altre continuano a veicolare comunque i programmi di Supersix alla mattina o anche al pomeriggio. Inoltre, da marzo a giugno 2022 Supersix è visibile in nazionale anche sulla LCN 877 del mux Retecapri (Alpha) tramite un'applicazione HbbTV, finché il mux non viene spento a causa della riorganizzazione delle frequenze.
Il 31 agosto 2023 Supersix diventa visibile 24 ore su 24 a livello nazionale tramite l'emittente "Canale 169 - PrimaFree - Fascino TV" inserita alla LCN 169 sul multiplex Dfree: secondo un commento sulla pagina Facebook dell'emittente, si tratta però di un "test provvisorio". Sull'emittente parallela "Canale 168 - PrimaFree - Fascino TV" viene invece ripetuta dalla stessa data l'emittente Euro TV dello stesso editore. A metà settembre sul 169 iniziano a essere presenti irregolarmente alcune ore di televendite e altri programmi che sostituiscono parte dei programmi di Supersix; queste fasce aumentano progressivamente fino alla sparizione totale di Supersix dal Canale 169 ai primi di novembre 2023.

## Palinsesto
- Voglia di Dance '90 – il meglio della musica dance dagli anni '90 fino ai primi anni 2000, condotto da Dj Stress;
- Twenty Years – il meglio della musica dagli anni '80 sino alle porte del nuovo millennio condotto da Dj Chris;
- I segreti di Perla – video-rubrica di Costantina Busignani, dedicata al mondo dell'immagine femminile; spin-off della web-serie Perla Gloria, che vede il personaggio di Perla protagonista;
- Covers – appuntamento musicale con Tony Sansone che racconterà le cover di una canzone del passato;
- Ora Musica – i videoclip dei migliori cantanti emergenti del panorama italiano;
- Classifica Mini – classifica musicale, dagli anni '70 ai giorni nostri;
- Star Trek: la serie animata – serie televisiva di fantascienza a cartoni animati, seguito della prima serie televisiva di Star Trek;
- L'uomo Ragno – serie televisiva di supereroi della Marvel a cartoni animati;
- G.A.M. - Giappone Animato Magazine – programma tematico incentrato sull'animazione giapponese;
- Destini - Baila conmigo – telenovela brasiliana;
- News – notiziario in varie edizioni giornaliere;
- La notizia – programma di approfondimento sulle notizie di cronaca, politica, economia e fatti della settimana, condotto da Paolo Bobbiese;
- Speciale Salute - Dottor Piero Mozzi – programma a cura di Paolo Bobbiese che vede la presenza del dottor Piero Mozzi, che affronta la questione della salute e del benessere collegata all'alimentazione secondo la dieta del gruppo sanguigno ed alla medicina naturale;
- Sei in Salute – rubrica settimanale sulla salute;
- 80 Nostalgia – programma televisivo dedicato a sigle televisive, film, telefilm e spot pubblicitari degli anni ottanta;
- Ka-Boom – fascia di palinsesto dedicata all'animazione giapponese ed erede dell'omonimo canale televisivo, prodotta in collaborazione con Dynit.
- #Fashion & infelicemente ex – miniserie di sketch di genere animazione;
- Due chiacchiere con… – rubrica letteraria curata da Mariagrazia Cucchi;
- Fantasy Pop – rubrica musicale curata da DJ-V[6].
- Latte e Cartoni Show, condotto da Cosmo e Luke. Notiziario di cartoni, collezionismo e curiosità

## Emittenti affiliate

### Supersix, dal 2019

#### Dal 2022
Dal refarming delle frequenze terrestri completato nel 2022, la veicolazione di Supersix via etere, complementare a quella tramite app per Smart TV e streaming, avviene sulle seguenti emittenti. Questa lista è suscettibile di variazioni e potrebbe essere incompleta o non aggiornata.

| Regione                               | Emittente         | LCN    | Mux                                                    | Note                                     |
| ------------------------------------- | ----------------- | ------ | ------------------------------------------------------ | ---------------------------------------- |
| Canali nazionali e applicazioni HbbTV |                   |        |                                                        |                                          |
|                                       | BOM Channel       | 68     | mux DFree                                              | all'interno dell'app HbbTV, 24 ore su 24 |
|                                       | Supersix          | 833    | mux DFree                                              | all'interno dell'app HbbTV, 24 ore su 24 |
| Canali locali in syndication          |                   |        |                                                        |                                          |
| Lombardia / Piemonte Orientale        | TSN               | 85     | mux RL Lombardia 1                                     | fascia Ka-Boom (17:00-19:00)             |
| Lombardia / Piemonte Orientale        | Lombardia TV      | 80     | mux Studio 1 Network B                                 | notte                                    |
| Lombardia / Piemonte Orientale        | Telestella        | 99     | mux Studio 1 Network A                                 | [ 8 ]                                    |
| Piemonte                              | Sestarete         | 16     | mux RL Piemonte 1                                      | [ 9 ]                                    |
| Piemonte                              | Lombardia TV      | 85     | mux Open Area (AT)                                     | notte                                    |
| Piemonte                              | TELEANTENNA       | 97     | mux Open Area (AT)                                     | [ 8 ]                                    |
| Piemonte                              | Telestella        | 99     | mux Open Area (AT)                                     | [ 8 ]                                    |
| Piemonte                              | STUDIOPIU’        | 88     | mux Open Area (AT)                                     | [ 8 ]                                    |
| Veneto                                | TELEANTENNA       | 90     | mux Tbl                                                | [ 8 ]                                    |
| Veneto                                | STUDIOPIU’        | 92     | mux Tbl                                                | [ 8 ]                                    |
| Friuli-Venezia Giulia                 | STUDIOPIU’ On air | 80     | mux RaiWay FVG                                         | [ 8 ]                                    |
| Emilia-Romagna                        | STUDIOPIU’ Emr    | 77 118 | mux Trmedia 1 mux Trmedia 2 mux San Marino RTV         | [ 8 ]                                    |
| Emilia-Romagna                        | STUDIOPIU' On air | 85     | mux Trmedia 2                                          | [ 8 ]                                    |
| Emilia-Romagna                        | TELEANTENNA       | 117    | mux Trmedia 1                                          | [ 8 ]                                    |
| Emilia-Romagna                        | STUDIOPIU' Lazio  | 191    | mux Trmedia 1                                          | [ 8 ]                                    |
| Toscana                               | STUDIOPIU’ Emr    | 86     | mux TV 1 B                                             | [ 8 ]                                    |
| Toscana                               | STUDIOPIU’ On air | 98     | mux TV 1 B                                             | [ 8 ]                                    |
| Umbria                                | LEO TV            | 91     | mux TRLMedia 2 (TR)                                    | (?)                                      |
| Umbria                                | TRE               | 76     | mux TRLMedia 2 (TR)                                    | (?)                                      |
| Lazio                                 | Canale 81 Lazio   | 81     | mux RaiWay Lazio (RM) mux Telepontina 1, 2, 4 (RI, FR) | fascia Ka-Boom (17:00-19:00)             |
| Lazio                                 | STUDIOPIU’ Lazio  | 118    | mux Telepontina A mux Telepontina B                    | [ 8 ]                                    |
| Lazio                                 | TELEANTENNA       | 97 177 | mux RaiWay Lazio (RM) mux Rrtv B                       | [ 8 ]                                    |
| Campania                              | SEI TV            | 82     | mux Seritel 2                                          | [ 8 ]                                    |
| Campania                              | FL Television     | 75     | mux Seritel 1                                          | pomeriggio                               |
| Sicilia                               | Prima TV          | 88     | mux Telespazio (ME)                                    | mattina + pomeriggio                     |
| Sicilia                               | La Tr3            | 83     | mux RaiWay Sicilia 2                                   | mattina + pomeriggio                     |
| Sardegna                              | Teleregione Live  | 88     | mux RL Sardegna 1                                      | notte                                    |

#### 2019-2022
Alla nascita del nuovo circuito, esso era formato dalle emittenti Supersix Lombardia TV Sport, Media24, One TV Emilia, Alto Adige TV, Sharing TV, Prima TV e Teletibur: assieme a queste erano menzionate anche RTM (Puglia), Persona TV (Sicilia) e Trentino TV, tuttavia non hanno trasmesso Supersix e sono state poi eliminate dai successivi comunicati e dal sito ufficiale della syndication. Diverse altre emittenti si sono poi aggiunte o sono variate nel tempo, dando a Supersix una copertura nella maggioranza delle regioni italiane entro il 2020.
Al momento del refarming delle frequenze digitali terrestri avvenuto tra fine 2021 e la prima metà del 2022, il circuito Supersix era strutturato come segue. Questa lista è suscettibile di variazioni e potrebbe essere incompleta o non aggiornata.
L'emittente capofila Supersix (Lombardia) e alcune affiliate ritrasmettevano il circuito 24 ore su 24 o quasi; la maggioranza si collegava agli orari regolari la mattina e il pomeriggio, altre solo la mattina.
| Regione                             | Emittente                   | LCN                  | Mux                                                             | Note                      |
| ----------------------------------- | --------------------------- | -------------------- | --------------------------------------------------------------- | ------------------------- |
| (a livello nazionale su mux locali) | Deluxe 139                  | 139                  | mux vari (spesso associati a 7 Gold)                            | [ 11 ]                    |
| Lombardia                           | Supersix (Lombardia)        | 86/586               | mux Sol Regina Po                                               | (parziale)                |
| Lombardia                           | TSN Tele Sondrio News       | 172/695 695          | mux TSN mux Super TV                                            | (solo Sondrio e Brescia)  |
| Lombardia                           | TSN Lecco                   | 186                  | mux TSN                                                         | (solo Sondrio)            |
| Piemonte                            | Supersix (Lombardia)        | 86/586               | mux Sol Regina Po                                               | (solo Piemonte orientale) |
| Piemonte                            | Supersix Tele Alto Veneto 3 | 99                   | mux Sestarete (Piemonte)                                        | [ 12 ]                    |
| Piemonte                            | Sestarete                   | 19                   | mux Sestarete (Piemonte)                                        | [ 9 ]                     |
| Liguria                             | 111TV                       | 111                  | mux Telecupole (Liguria) / Liguria TV                           |                           |
| Trentino-Alto Adige                 | Alto Adige TV               | 112                  | mux TCA                                                         |                           |
| Veneto e Friuli-Venezia Giulia      | Primafree                   | 91                   | mux Telepadova 7 Gold (Veneto e FVG)                            |                           |
| Veneto e Friuli-Venezia Giulia      | Media 24                    | 606                  | mux TV7 Triveneta (FVG)                                         |                           |
| Emilia-Romagna                      | Supersix (Lombardia)        | 86/586 113 senza LCN | mux Sol Regina Po mux Telesanterno mux Sol Regina Po (Emilia)   |                           |
| Emilia-Romagna                      | Primafree                   | 91 116               | mux Telepadova 7 Gold (Veneto) mux Telesanterno                 |                           |
| Toscana                             | Supersix                    | 91/299/635 91        | mux Telecentro 2 mux 50 Canale (FI-PT)                          | [ 13 ]                    |
| Marche                              | Super J                     | 603                  | mux TV Centro Marche                                            |                           |
| Abruzzo                             | R+ HD                       | 116                  | mux Telemax                                                     | [ 14 ]                    |
| Abruzzo                             | Super J                     | 634                  | mux Telemax                                                     |                           |
| Lazio                               | Tele Lazio Nord             | 629 94/629 629       | mux Telepontina -A- mux Tele Centro Lazio (VT) mux Gari TV (FR) | [ 15 ] [ 16 ]             |
| Lazio                               | Teletibur                   | 119                  | mux TeleIn/Teletibur                                            | (ovunque tranne Viterbo)  |
| Campania                            | Televallo                   | 686                  | mux Televallo                                                   | (solo zone di Salerno)    |
| Campania                            | Ora TV                      | 287                  | mux Canale 9 mux Media TV Televolla (NA-CE)                     | [ 17 ]                    |
| Basilicata                          | Televallo                   | 645                  | ?                                                               | (copertura parziale)      |
| Calabria                            | L'altro Corriere            | 211                  | mux Telespazio                                                  |                           |
| Calabria                            | Telemia +2                  | 219/685              | mux Telemia                                                     |                           |
| Sicilia                             | Prima TV                    | 87/114/666           | mux Alpha (versioni locali)                                     |                           |
| Sicilia                             | Tele Tris                   | 172                  | mux Video Regione mux Teletris (SR)                             | [ 18 ]                    |
| Sicilia                             | TVS - SRLive                | 174                  | mux Teletris (SR)                                               | (solo Siracusa)           |

### Supersix, 1988-2008
- Valle d'Aosta e Piemonte
  - ReteTre
  - Primantenna
  - Tele In
- Lombardia
  - TRS TV
  - Mantova Tv
  - Teleunica
  - Milano Tv
  - Gazzetta News
  - TeleColor
- Trentino-Alto Adige
  - TCA
  - Tele Prima
- Veneto
  - È TV
  - Rete Azzurra
  - Tele Venezia
- Friuli Venezia Giulia
  - Telepordenone
- Liguria 
  - Rete Azzurra
- Emilia-Romagna
  - Teleducato
  - Videoregione
  - Tele Modena
  - È TV
  - Tele Express
  - Telestense
- Toscana e Umbria
  - Antenna 5
  - Telemondo
  - Tele mare 2
- Marche
  - Galassia Tv
  - È TV
- Lazio
  - Teleroma due
  - Europa Tv
  - Rete Oro
  - Canale 7
- Abruzzo e Molise
  - Teleregione Molise
- Campania
  - Napoli Tv
  - LiraTV
  - TeleReporter
  - Rete 8
- Puglia
  - TeleRadioErre
  - Tele Sveva
  - Tele Rama
- Basilicata e Calabria
  - TeleCento
  - Metrosat
  - TeleDAY
  - Telereggio
  - Telespazio Calabria
  - Rete Kalabria
  - Tele Soverato
- Sicilia
  - Antenna 3 (Palermo)
  - Tele Scirocco
  - RTP Radio Televisione Peloritana
  - Telejonica
  - Rei Tv
  - Rete 8 Tele Sicilia Color
  - Tele Video Agrigento
  - Antenna Uno (Palermo)
  - Telemed
  - Antenna Uno (Trapani)
  - Alpa 1
  - TVS-Tele 1 Tris
- Sardegna
  - Telegi
  - Nova TV
  - Tele Isola
  - Teleregione Sardegna